# 한홍순
한홍순(韓弘淳, 1943년 8월 17일 ~ )은 한국외국어대학교의 학장과 대학원장을 지낸 대학교수이자, 주 교황청 대사관 대사를 지낸 외교관이다. 종교는 천주교이며, 세례명은 토마스이다.

## 학력
- 서울대학교 경제학과 졸업
- 로마 그레고리오 대학교 경제학 박사

## 경력
- 한국외국어대학교 경제학과 교수
- 한국외국어대학교 상경대학 학장
- 한국외국어대학교 무역대학원 원장
- 한국외국어대학교 EU연구소장
- 한국외국어대학교 대학원 원장
- 천주교 서울대교구 평신도사도직협의회 회장
- 한국외국어대학교 경제학과 명예교수
- 교황청 재무심의처 국제감사위원
- 주교황청대사관 대사

## 참고 자료
- 한홍순 네이버 인물검색